# 村山貯水池駅
村山貯水池駅（むらやまちょすいちえき）は、東京都にかつて存在した駅。過去、同名別駅として3駅が存在した。
1. 村山貯水池駅（仮）
東京都東大和市清水二丁目（当時は東京府北多摩郡大和村清水）に存在した多摩湖鉄道の駅。1930年（昭和5年）に仮の終点として開業した。1936年（昭和11年）の路線延伸に伴う下記村山貯水池駅（初代）の開業により、村山貯水池駅（仮）は移転の上で武蔵大和駅と改称された。
2. 村山貯水池駅（初代）
東京都東村山市多摩湖町三丁目（当時は東京府北多摩郡東村山村宅部）に存在した多摩湖鉄道→武蔵野鉄道多摩湖線の駅。1936年（昭和11年）に路線が延伸した際に正式な終点駅として設けられた。1941年（昭和16年）に狭山公園前駅に改称し、戦後さらに3度の改称と移転が行われて多摩湖駅（2代）となっている。
3. 村山貯水池駅（2代）
東京都東村山市多摩湖町三丁目（当時は東京都北多摩郡東村山町宅部）に存在した西武鉄道村山線の駅。本項で詳説する。

## 概要
西武園線が北向きに方向を変える部分から、西南西へ直線に走った場所に存在した。多摩湖線が狭山公園の入口へ通じる道を橋梁でまたいで多摩湖駅へと上る部分の東、元多摩湖線の前身である多摩湖鉄道→武蔵野鉄道多摩湖線の村山貯水池駅（二代）→狭山公園前駅の駅前からほぼ東へ直角に曲がった位置に位置しており、両線が別会社であった時代に起こった激しい観光客輸送競争の舞台となった駅であった。
構内の配線については直接的な資料がないが、1943年（昭和18年）に陸地測量部の手によって航空写真で測図された「三千分一地形図」、また戦後すぐに撮影された航空写真によると櫛形1面2線の構造であったことが分かる。また駅自体が道から東に奥まった場所にあり、そこの間が駅前広場となっていた。
現在の終点である西武園駅とは、短期間であるが互いに独立した駅として並行して営業した事実があり、書類上も全くの別駅である。しかし現在では同一視され、当駅が事実上西武園駅の前身駅として扱われている。
なお現在の路線区分から見た場合、西武園線の駅ということになるが、営業当時は後に新宿線の一部となった村山線の終着駅という扱いであった。西武園線が分離されるのは当駅の廃駅後のことのため、一度も西武園線の駅であったことはない。

## 歴史
|              | 狭山線                          | 西武園線                          | 多摩湖線                | 多摩湖線                      |
| 西武球場前駅 | 西武園駅・ 村山貯水池駅（廃止） | 多摩湖駅                          | 武蔵大和駅              |                               |
| ------------ | ------------------------------- | --------------------------------- | ----------------------- | ----------------------------- |
| 1929年       | 武蔵野鉄道 村山公園駅           |                                   |                         |                               |
| 1930年       | 武蔵野鉄道 村山公園駅           | （旧）西武鉄道 村山貯水池前駅     |                         | 多摩湖鉄道 村山貯水池駅（仮） |
| 1933年       | 武蔵野鉄道 村山貯水池際駅       | （旧）西武鉄道 村山貯水池前駅     |                         | 多摩湖鉄道 村山貯水池駅（仮） |
| 1936年       | 武蔵野鉄道 村山貯水池際駅       | （旧）西武鉄道 村山貯水池前駅     | 多摩湖鉄道 村山貯水池駅 | 多摩湖鉄道 武蔵大和駅         |
| 1941年       | 武蔵野鉄道 村山駅               | （旧）西武鉄道 狭山公園駅         | 武蔵野鉄道 狭山公園前駅 | 武蔵野鉄道 武蔵大和駅         |
| 1944年       | 武蔵野鉄道 村山駅（休止）       | （旧）西武鉄道 狭山公園駅（休止） | 武蔵野鉄道 狭山公園前駅 | 武蔵野鉄道 武蔵大和駅         |
| 1948年       | 村山駅（休止）                  | 村山貯水池駅                      | 狭山公園前駅            | 武蔵大和駅                    |
| 1950年       | 村山駅（休止）                  | 村山貯水池駅 ・西武園駅           | 狭山公園前駅            | 武蔵大和駅                    |
| 1951年       | 狭山湖駅                        | 西武園駅                          | 多摩湖駅                | 武蔵大和駅                    |
| 1979年       | 西武球場前駅                    | 西武園駅                          | 西武遊園地駅            | 武蔵大和駅                    |
| 2021年       | 西武球場前駅                    | 西武園駅                          | 多摩湖駅                | 武蔵大和駅                    |

### 戦前
当駅は当初、西武鉄道（旧）の本線である村山線の終着駅として作られた。支線とならずに村山線の駅となり得たのは、元々この地域を旧西武鉄道が村山線の延長線として計画した東村山-箱根ケ崎間の路線・通称「箱根ヶ崎線」が通過する予定があったためである。
この箱根ヶ崎線については長く塩漬け状態を続けていたが、1927年（昭和2年）に村山貯水池こと多摩湖が竣工して人気観光地となり、そこに目を付けた同じ国分寺駅を起点とする多摩湖鉄道や、ライバル社であった武蔵野鉄道の路線がその湖畔に迫ったことで、対抗意識を燃やした会社の手によって放置状態から一部が解放されることになった。この際、会社は多摩湖附近を通るように計画を微調整、村山線の延長線としてとりあえず1駅だけ開通させることとし、終着駅として当駅を設けることにしたのである。
開業は多摩湖鉄道よりやや遅れた1930年（昭和5年）4月5日のことで、当初は村山貯水池前駅という「前」がつく駅名であった。位置としては多摩湖鉄道の計画していた終点駅に横合いからぶつかるところにあたり、当初から同社をかなり意識して駅が作られていた。なお当初は仮駅で、200メートルほど西に移転して本駅を作る予定でいたが、1939年（昭和14年）1月27日に延長をあきらめ、そのままの位置で正式な駅となっている。
会社の見込み通り、当駅は西武鉄道（旧）の駅として多摩湖鉄道→武蔵野鉄道多摩湖線と多摩湖へ向かう観光客を奪い合う場となった。当初は多摩湖鉄道側の駅が貯水池から離れていたため有利であったが、1936年（昭和11年）に多摩湖鉄道が延伸して当駅のすぐそばに駅を構え、さらに当駅の駅名から「前」を取っただけの村山貯水池駅を名乗ったことで、その競争が本格化した。元々不倶戴天の仲であった両者の競争は激しく、1941年（昭和16年）に政府から戦争対策のために駅名を改称するよう指導があった際にも、こちらが3月1日に狭山公園駅と改称すれば、武蔵野鉄道側は4月1日に狭山公園前駅とまた類似の駅名に改称するなど、熾烈な張り合いが行われたのである。
しかしその張り合いも、次第に太平洋戦争の激化によって不要不急の旅行が制限されるようになると観光客自体が減り始め、自然と衰えを見せ始めた。1943年（昭和18年）10月27日には、本来貨物営業のなかった当駅に、東京市の要請により空襲に備えて各種建物を補強するための資材を運搬する目的で1年間限定で引き込み線が設けられ、観光色はさらに薄まりを見せた。そしてついに観光路線ということで路線自体が不要不急線に指定されてしまい、1944年（昭和19年）5月10日に休止となり、線路も撤去されてしまったのである。

### 戦後
戦後、当駅が復活したのは1948年（昭和23年）4月1日のことであった。村山貯水池駅と改称しての新たな出発であったが、当駅が休止している間に当駅とライバル争いを繰り広げた多摩湖線は同じ西武鉄道のものとなっており、戦前のような観光客の奪い合いは起こらなかった。
むしろ当駅の復活は観光客の輸送だけでなく、別の目的を兼ねて行われたものであった。西武鉄道はこの前年に貯水池周辺に広大な土地を購入しており、そこに観光客誘致のために「東村山文化園」という総合娯楽施設を作ることを計画していた。当駅は、観光客輸送とその建設資材や人員の輸送拠点を兼ねる駅として復旧することになったのである。
しかしその「東村山文化園」構想で作られた施設が、思いがけず当駅の地位を危うくすることになった。それが「東村山文化園」の一部として開設された村山競輪場（現在の西武園競輪場）である。当初の計画ではこの競輪場は存在しなかったが、各地で競輪が大量の観客を動員しているのを見た西武が、「東村山文化園」構想の一部にこれを追加したことからの開設であった。そしてこの競輪場への交通を確保するべく、当駅の手前に野口信号所を設けて支線を分岐させ、1950年（昭和25年）5月23日に臨時駅である西武園駅を開業させたのである。
両駅はしばらくの間並行して営業していたが、会社は「東村山文化園」構想推進のために西武園駅を優先すべきと考えるようになった。また実際のところ、同一地域に3つも駅が存在し、うち2つの駅が全く同じ場所に存在するというのは不合理である。昔のようにライバル会社として角を突き合わせているというのならばともかく、現在では同じ会社となっているのだからなおさらというわけであった。そして何より、この路線形態で西武園方面と同時に列車を運行すると、分岐点である野口信号所がパンクを起こすという問題があったのである。
このため西武鉄道は東村山町（現在の東村山市）の町長と協議を行って、当駅と西武園駅を統合し西武園駅を常設駅とすることを決定。そして西武園駅開業から約10ヶ月後の1951年（昭和26年）3月1日、当駅は西武園駅に統合される形で終着駅の座を譲り、復活後わずか3年で廃駅となったのであった。

村山貯水池（多摩湖）周辺に展開する路線・駅の変遷

## 年表
- 1930年4月5日 - 西武鉄道（初代）により村山貯水池前駅として仮駅で開業。
- 1939年1月27日 - 正式駅に昇格。
- 1941年3月1日 - 狭山公園駅に改称。戦争対策による改名。
- 1943年10月27日 - 東京市の要請により資材引き込み線を1年間限定で敷設。
- 1944年5月10日 - 営業休止。
- 1945年9月22日 - 西武鉄道（初代）が武蔵野鉄道に併合され西武農業鉄道が発足。同社の駅となる。
- 1946年11月15日 - 西武農業鉄道が西武鉄道（2代）に改称。同社の駅となる。
- 1948年4月1日 - 村山貯水池駅に改称し営業再開。
- 1951年3月1日 - 西武園駅に統合され廃駅。

## 隣の駅
西武鉄道
■村山線（1951年3月現在）
東村山駅 - （野口信号所）- 村山貯水池駅

## 乗降客の推移
| 年度 | 乗車人員 | 降車人員 |
| ---- | -------- | -------- |
| 1930 | 66,438   | 67,851   |
| 1931 | 62,032   | 63,586   |
| 1932 | 106,701  | 104,914  |
| 1933 | 133,037  | 129,071  |
| 1934 | 133,409  | 128,388  |
| 1935 | 157,336  | 149,421  |

- 東京府統計書各年度版

## 廃駅後の状況
駅跡は廃止後速やかに更地とされ、さらに整地されて住宅地となっており駅の痕跡はなくなっている。
また野口信号所から駅までの部分もしばらく廃線跡として残されていたが、周辺の住宅開発によって一部が遊歩道や道に転用された他は、宅地の一部となっている。

## 参考資料
- 野田正穂「西武鉄道と狭山丘陵開発 —東村山文化園から西武園へ—」（『東村山市史研究』第13号・東村山ふるさと歴史館、2004年3月）
- 鉄道省編『西武鉄道（西武農業鉄道）4・昭和4-9年』（鉄道省文書）
- 鉄道省編『西武鉄道・昭和14-15年』（鉄道省文書）
- 運輸通信省編『西武鉄道・昭和16-18年』（運輸通信省文書）
- 運輸省編『西武鉄道（武蔵野鉄道）・昭和19-23年』（運輸省文書）
- 運輸省編『西武鉄道・昭和24-26年』（運輸省文書）
- 大日本帝国陸地測量部『仲ノ通』（三千分一地形図・西16号ノ1、1943年）
- 大日本帝国陸地測量部『日向』（三千分一地形図・西26号ノ3、1943年）